# Breaza, Buzău
Breaza là một xã thuộc hạt Buzău, România. Dân số thời điểm năm 2002 là 3170 người.